# هوکرز بند (تنسی)
هوکرز بند (به انگلیسی: Hookers Bend) یک منطقهٔ مسکونی در ایالات متحده آمریکا است که در شهرستان هاردین، تنسی واقع شده‌است. هوکرز بند ۱۲۳٫۱۴ متر بالاتر از سطح دریا واقع شده‌است.